# Rajd Polski 1994
Rajd Polski 1994 (51. Rajd Polski) – 51. edycja Rajdu Polski. Rozgrywany był od 9 do 11 czerwca 1994 roku. Bazą rajdu był Wrocław. Rajd był dwudziestą trzecią rundą Rajdowych Mistrzostw Europy w roku 1994, a także czwartą rundą Rajdowych Samochodowych Mistrzostw Polski w roku 1994.

## Wyniki końcowe rajdu
| Miejsce                        | Kierowca                     | Pilot                        | Samochód                     | Czas                         | Strata                       |                              |
| Klasyfikacja generalna i ERC   | Klasyfikacja generalna i ERC | Klasyfikacja generalna i ERC | Klasyfikacja generalna i ERC | Klasyfikacja generalna i ERC | Klasyfikacja generalna i ERC | Klasyfikacja generalna i ERC |
| ------------------------------ | ---------------------------- | ---------------------------- | ---------------------------- | ---------------------------- | ---------------------------- | ---------------------------- |
| 1                              | Patrick Snijers              | Dany Colebunders             | Ford Escort RS Cosworth      | 2:50:08                      | -                            |                              |
| 2                              | Vanio Pasquali               | Luciano Tedeschini           | Ford Escort RS Cosworth      | 2:51:35                      | +1:27                        |                              |
| 3                              | Dominique Bruyneel           | Jean-Marc Fortin             | Lancia Delta HF Integrale    | 2:57:54                      | +3:58                        |                              |
| 4                              | Bert De Jong                 | Ton Hillen                   | Ford Escort RS Cosworth      | 3:02:49                      | +12:41                       |                              |
| 5                              | Piergiorgio Bedini           | Raffaele Caliro              | Ford Escort RS Cosworth      | 3:05:45                      | +15:37                       |                              |
| 6                              | Nicolas Min                  | Joseph Lambert               | Mitsubishi Lancer EVO        | 3:05:47                      | +15:39                       |                              |
| 7                              | Bogdan Herink                | Barbara Stępkowska           | Renault Clio Williams        | 3:07:19                      | +17:11                       |                              |
| 8                              | Kurt Goetlicher              | Michael Moser                | Ford Escort RS Cosworth      | 3:07:50                      | +17:42                       |                              |
| 9                              | Andrzej Chojnacki            | Piotr Namysłowski            | Ford Escort RS Cosworth      | 3:10:03                      | +19:55                       |                              |
| 10                             | Wiesław Stec                 | Maciej Maciejewski           | Mitsubishi Galant VR-4       | 3:11:19                      | +21:11                       |                              |
| Klasyfikacja mistrzostw Polski |                              |                              |                              |                              |                              |                              |
| 1                              | Bogdan Herink                | Barbara Stępkowska           | Renault Clio Williams        | 3:07:19                      | 0:0                          |                              |
| 2                              | Andrzej Chojnacki            | Piotr Namysłowski            | Ford Escort RS Cosworth      | 3:10:03                      | +2:44                        |                              |
| 3                              | Wiesław Stec                 | Maciej Maciejewski           | Mitsubishi Galant VR-4       | 3:11:19                      | +4:00                        |                              |
| 4                              | Piotr Świeboda               | Maria Wiechowska             | Opel Kadett GSI 16V          | 3:14:28                      | +7:09                        |                              |
| 5                              | Janusz Kulig                 | Dariusz Burkat               | Opel Kadett GSI 16V          | 3:26:08                      | +18:49                       |                              |
| 6                              | Robert Kępka                 | Klaudiusz Rak                | Renault Clio Williams        | 3:29:18                      | +21:59                       |                              |
| 7                              | Marek Sadowski               | Jarosław Kamola              | Toyota Celica GT-4 (ST165)   | 3:30:58                      | +23:39                       |                              |
| 8                              | Krzysztof Wołkowyski         | Robert Domański              | Opel Kadett GSI 16V          | 3:32:55                      | +25:36                       |                              |
| 9                              | Maciej Kołomyjski            | Sławomir Łuba                | Ford Sierra RS Cosworth 4x4  | 3:35:44                      | +28:25                       |                              |
| 10                             | Piotr Cekiera                | Artur Kobos                  | Honda Civic VTi              | 3:37:41                      | +30:22                       |                              |